# Fort Maurepas (Louisiane)
Pour les articles homonymes, voir Maurepas.
Ne doit pas être confondu avec Fort Maurepas (Canada).
 (novembre 2023).
Si vous disposez d'ouvrages ou d'articles de référence ou si vous connaissez des sites web de qualité traitant du thème abordé ici, merci de compléter l'article en donnant les références utiles à sa vérifiabilité et en les liant à la section « Notes et références ».

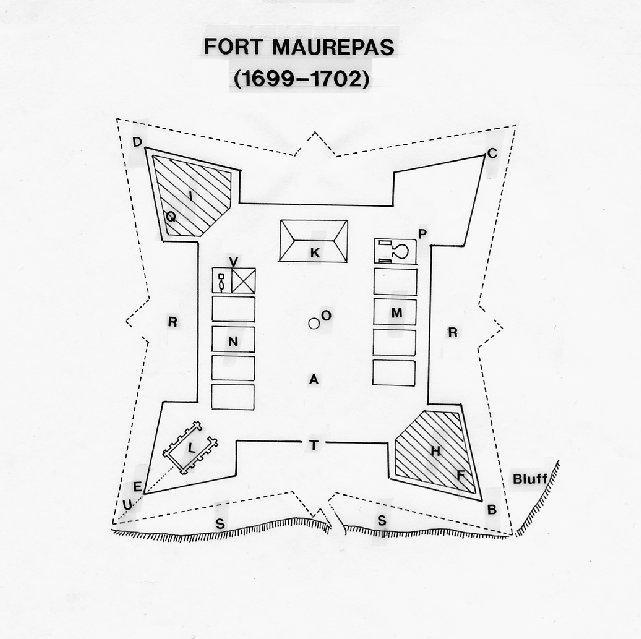
Carte du Fort Maurepas

Le fort Maurepas fut un fort français construit en 1699 afin de protéger les côtes de la Louisiane française donnant sur le golfe du Mexique.
En 1699, les deux frères, Jean-Baptiste Le Moyne de Bienville et Pierre Le Moyne d'Iberville fondèrent une première colonie au fort Maurepas (aujourd'hui Ocean Springs, tout près de Biloxi). (De 1699 à 1702, Pierre Le Moyne d'Iberville fut gouverneur de la Louisiane française. Son frère lui succéda à ce poste de 1702 à 1713 puis il fut de nouveau gouverneur de 1716 à 1724 et encore de 1733 à 1743).
Fort Maurepas fut construit rapidement sous l'administration du gouverneur français de la Louisiane, Sauvolle de la Villantry.
Le nom de Maurepas fut donné en l'honneur du chancelier Louis Phélypeaux de Pontchartrain, comte de Maurepas et de Pontchartrain, qui assumait les fonctions de contrôleur général des finances (à partir de 1689), de secrétaire d'État à la Marine (à partir du 7 novembre 1690) et de secrétaire d'État à la Maison du Roi.
En mai 1699 le fort Maurepas était défendu par une centaine de soldats dont de nombreux canadiens. Les officiers furent :
- Sauvolle de la Villantry, lieutenant d'une compagnie et enseigne de vaisseau de la frégate Le Marin, il devint gouverneur.
- Bienville, lieutenant du roi de la garde maritime de la frégate La Badine était second de Sauvolle de la Villantry.
- Le Vasseur de Boussouelle, un Canadien, nommé comme majeur.
- De Bordenac fut l'aumônier
- Care fut le chirurgien du fort.

Enfin il y avait également : deux capitaines, deux canonniers, quatre marins, dix-huit mercenaires, dix mécaniciens, 6 maçons, 13 Canadiens et 20 sous-officiers et soldats qui formaient la garnison.

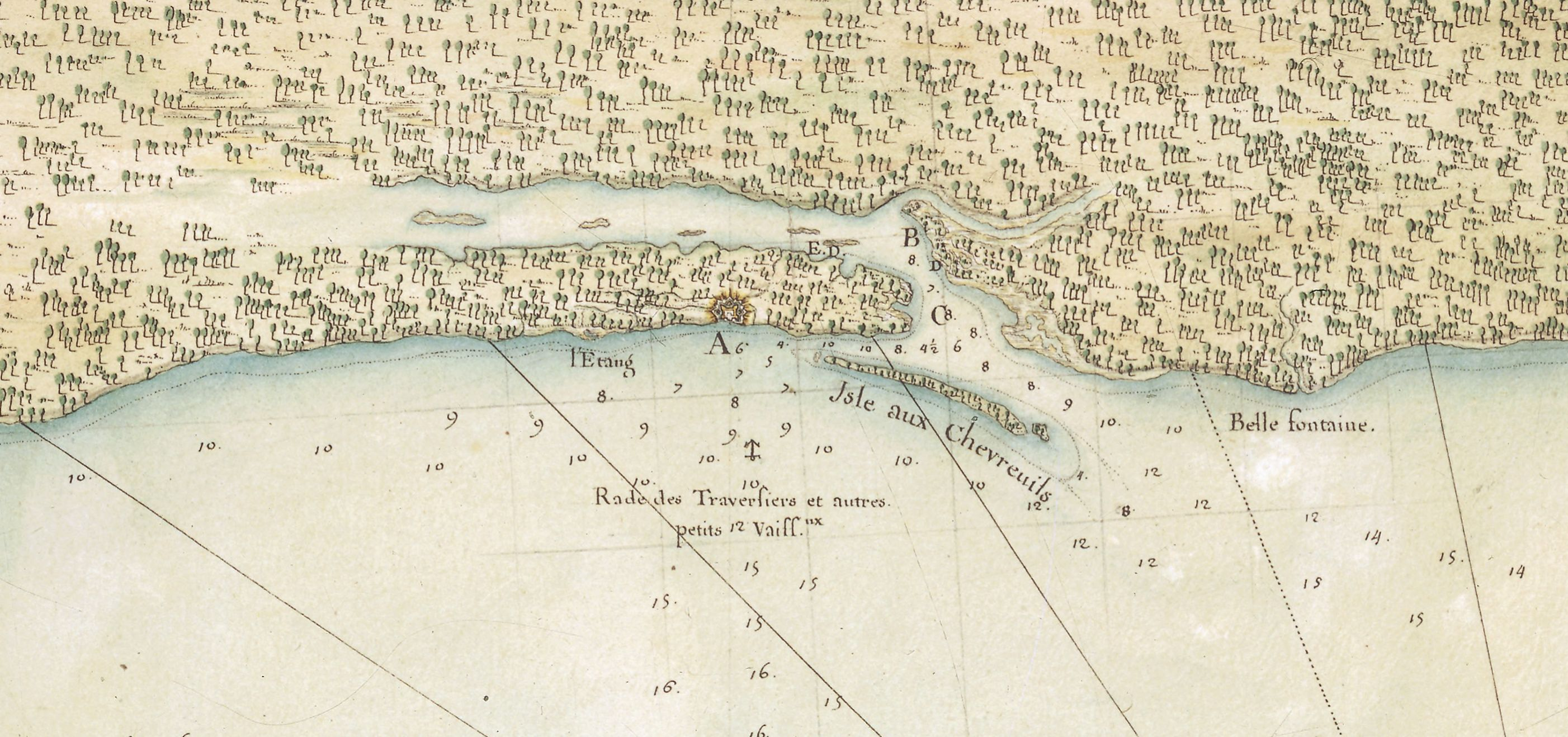
Vieux Biloxi, rebaptisé Fort Maurepas (site B), début du XVIIIe siècle.

Fort Maurepas, surnommé également "Vieux Biloxi", devint la capitale de la Louisiane française en 1719 quand Mobile perdit cette fonction administrative coloniale. Mais à la suite des ouragans et des nombreux bancs de sable qui empêchent d'en faire un véritable port, la capitale fut bientôt transférée non loin de là, à "Nouveau Biloxi", devenu la cité moderne de Biloxi dans l'État du Mississippi.
En 1723, la capitale fut transférée à La Nouvelle-Orléans.
Une réplique du fort Maurepas fut édifiée, mais en 2005, l'ouragan Katrina a endommagé le site touristique.